# (523759) 2014 WK509
2014 WK509, também escrito como 2014 WK509, é um objeto transnetuniano (TNO) que está localizado no Disco disperso, uma região do Sistema Solar. Ele possui uma magnitude absoluta de 4,1985 e tem um diâmetro estimado de 612 km.